# 毅州
毅州，本漢下洛縣。元魏改文德縣。唐升武州，唐僖宗改毅州 。後唐太祖李克用復武州，後唐明宗聖德和武欽孝皇帝李亶長興元年夏四月庚申（930年5月27日），又改新州管內武州為毅州。其轄地在今河北宣化一帶地方。潞王李從珂仍為武州。後晉高祖石敬瑭割獻于遼，改歸化州。